# اروپای قدیم (باستان‌شناسی)

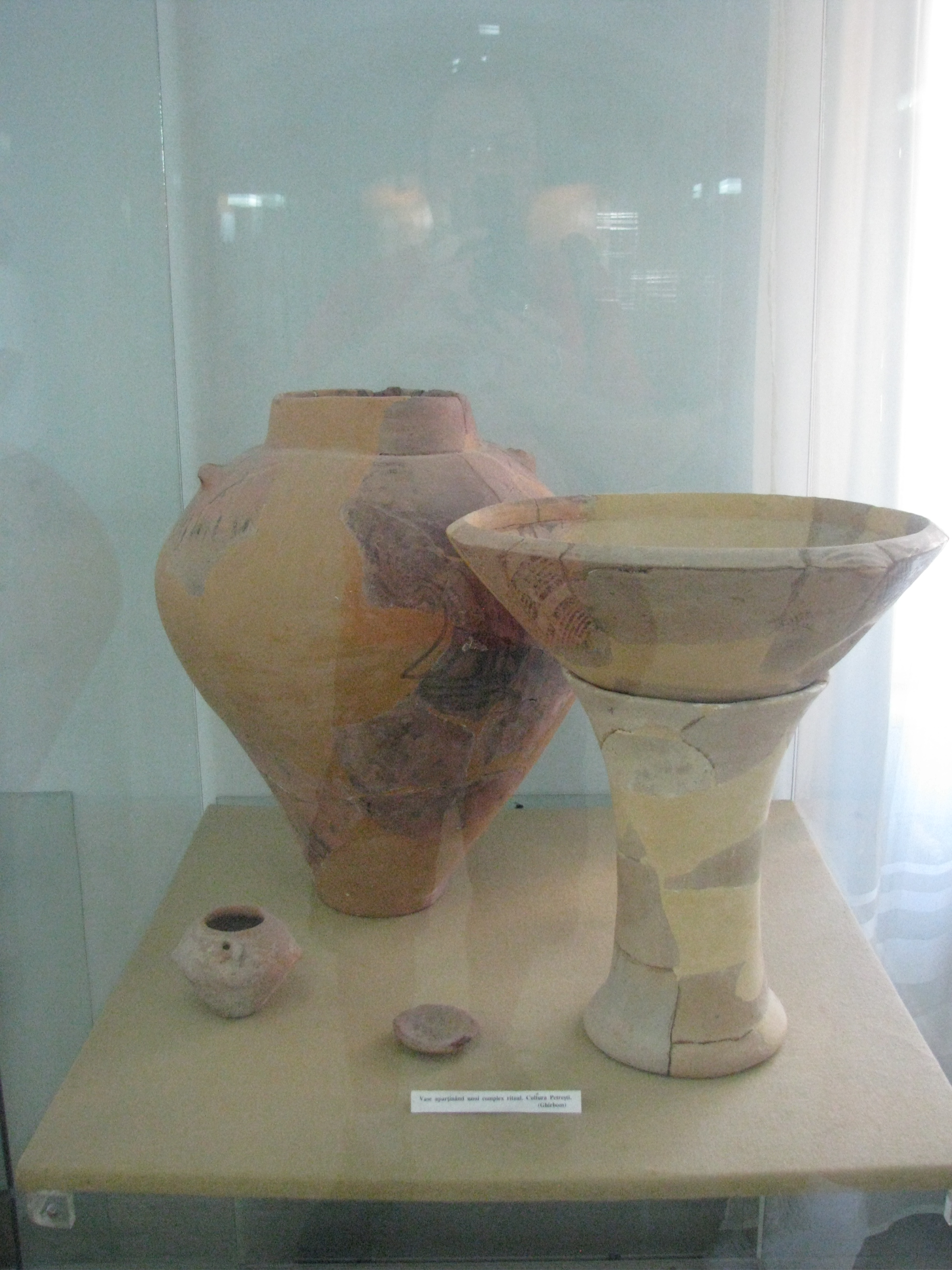
موزه ملی اتحادیه در رومانی

- انسان طی میلیون هاسال تکامل یافته‌است و کارشناسان به این نتیجه رسیدند که هوموساپینس‌ها (انسان‌های هوشمند) اجداد مستقیم ما حدود ۳۵ هزار سال پیش در اروپا ساکن شدند. آنها ابتدا از راه شکار کردن حیوانات و جمع‌آوری میوه‌های جنگلی زندگی خود را می‌گذراندند و برای یافتن غذا از جایی به جای دیگری می‌رفتند و در غارها زندگی می‌کردند. پس از گذشت هزاران سال نیاکان ما به کشاورزی مشغول شدند و جوامعی را برای زندگی گروهی تشکیل دادند. در حدود ۲ هزار و ۳۰۰سال پیش از میلاد مسیح آنها از فلزاتی نظیر آهن برای ساخت ابزار آلات مختلف و اسلحه برای اولین بار استفاده کردند.
- شکارچیان عصر یخبندان:
- طی آخرین دورهٔ عصر یخبندان که حدود۱۰۰ هزار سال پیش آغاز شد یخ بخش‌های وسیعی از جهان را فرا گرفت. سطح اب دریا بالا و پایین می‌رفت وجزر و مد ایجاد می‌شد و انسان‌ها برای یافت غدا و شکار به جاهای دیگری از جهان سفر کردند.
- ساکنان اروپا:
- به نظر می‌رسد گونه ای از انسان‌های اولیه به نام نئاندرتال هابرای زیستن در مناطقی که اب و هوای سرد داشتند کاملاً سازگار بودند. اما وقتی هوا گرم شد نیاکان ما هوموساپینس‌ها (انسان‌های هوشمند) شروع به اشغال مناطقی کردند که قبلاً زیستگاه نئاندرتال‌ها بود.
- نئاندرتال‌ها:
- جمجمهٔ انسان‌های نئاندرتال درازتر و صاف‌تر از جمجمهٔ انسان مدرن و استخوان میشانی او نیز برجسته تر بود. او در مقایسه با ما قدی کوتاه و جثه ای تنومند و زمخت داشت.
- توانایی‌های نئاندرتال‌ها:
- مردمان دورهٔ یخبندان بلد بودند آتش درست کنند. باستانشناسان از درون غارها اًاری از بقایای آتش و جاهایی را کشف کردند که مشعل‌های روشن دیوارهای غار را با دود خود سیاه می‌کرده‌است.
- ابزارهای نئاندرتال‌ها:
- انسان‌های نخستین یا همام نئاندرتال‌ها با تراش دادن سنگ‌های چخماق و انواع دیگر سنگ‌ها ابزارهای مختلف می‌ساختند. در کشور انگلستان بیش از ۲۰۰ عدد ابزار آلات را کشف کردند که قدمت آنها را بیش از ۱۰۰٬۰۰۰سال تخمین می‌زنند.
- محل زندگی هوموساپینس‌ها:
- کارشناسان بر این باورند که قارهٔ آفریقا خاستگاه انسان هوموساپینس بوده‌است، اما آنها تا سال۹۰۰۰پیش از میلاد در تمامی قاره‌ها جز قارهٔ جنوبگان پراکنده شدند.
- دورهٔ نوسنگی:
- حدود۶۰۰۰سال پیش کشاورزی از خاورمیانه به اروپا رسید. این دوره در تاریخ اروپا دورهٔ نوسنگی نامیده می‌شود. در دورهٔ نوسنگی بناهای سنگی عظیمی در بیشتر مناطق اروپای غربی ساخته شد. بسیاری از آنها حتی از احرام مصر قدیمی ترند.
- خانه‌ها در دورهٔ نوسنگی:
- بقایایی از خانه‌های متعلق به دورهٔ نوسنگی در جزایر ارکنی اسکاتلند کشف شدند که مبلمان و اثاثیهٔ این خانه‌ها سنگی بودند.
- قبرستان‌های سنگی:
- بعضی از افراد پس از مرگ در این بناهای سنگی و عظیم دفن می‌شدند. شاید صدها سال از این بناها به عنوان قبرستان استفاده می‌شد.
- عصر برنز:
- دوره ای که مورخان آنرا عصر برنز می‌نامند در حدود ۲۳۰۰سال پیش از میلاد آغاز شده‌است. در ابتدای این دوره ابزار کمی از فلزات ساخته می‌شد. بیشتر مردم از ابزارهای سنگی استفاده می‌کردند اما کم‌کم فلز جایگزین شد.